# توماس مورگان راچ
توماس مورگان راچ (انگلیسی: Thomas Morgan Rotch؛ ‏ ۹ دسامبر ۱۸۴۹ – ۹ مارس ۱۹۱۴) متخصص اطفال و نوزادان اهل ایالات متحده آمریکا بود. وی که نتیجهٔ ساموئل پاول گریفیتس بود «رئیس انجمن طب اطفال» و نخستین کسی در ایالات متحده آمریکا است که به سمت استادتمامیِ رشتهٔ پزشکی کودکان دست یافت. وی مدرک کارشناسی خود را از کالج هاروارد و دکترای پزشکی‌اش را در سال ۱۸۷۴ از دانشکده پزشکی هاروارد گرفت.